# Chaussée romaine de Metz à Tongres

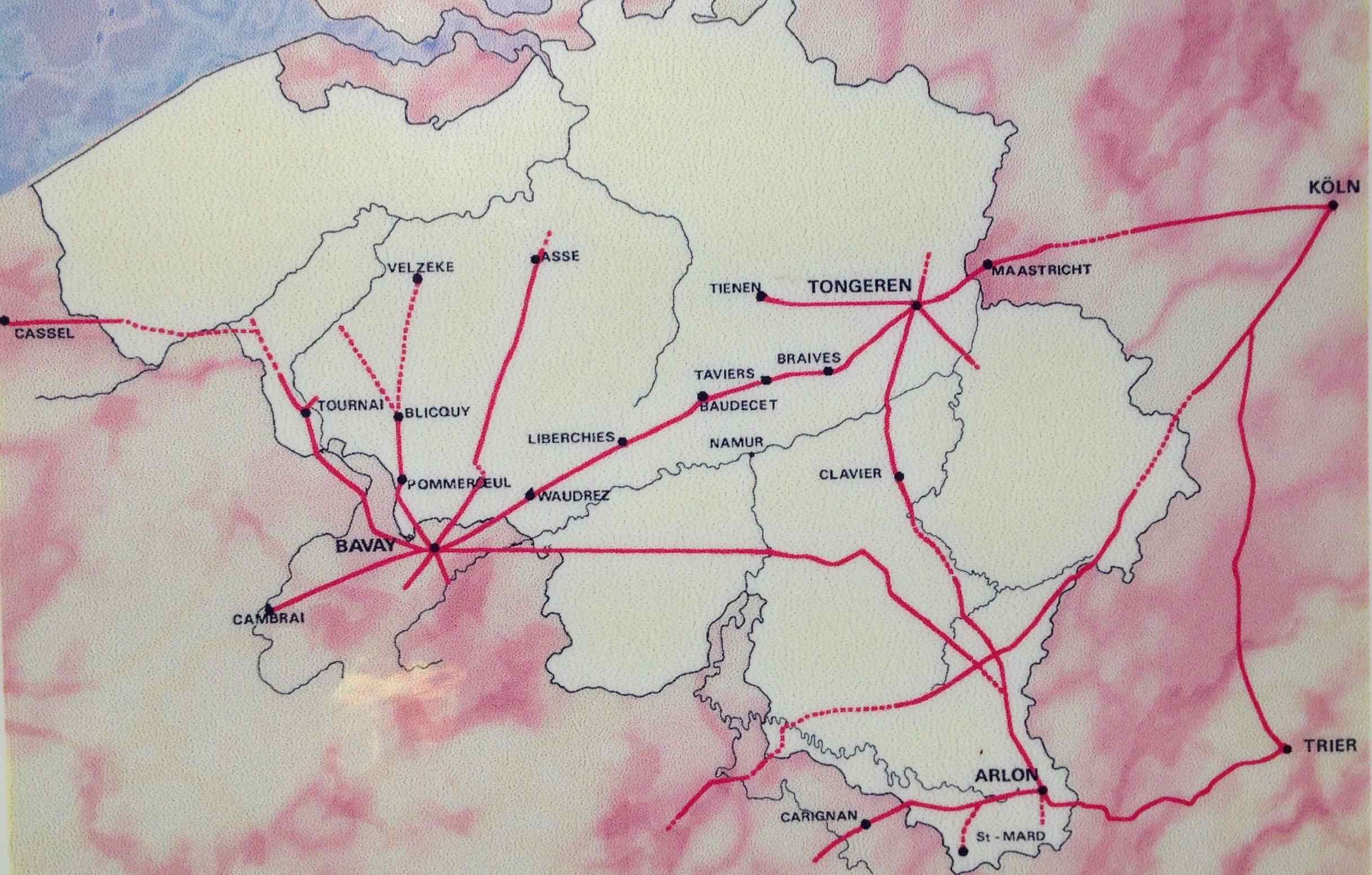
Chaussées romaines de la Belgique actuelle

La chaussée de Metz à Tongres ou voie romaine Metz-Tongres est une voie romaine de la Gaule belgique et de la Germanie inférieure qui franchit la Meuse, reliant Divodurum Mediomatricorum, capitale de la civitas du peuple des Médiomatriques, aujourd'hui Metz, à Atuatuca Tungrorum, capitale de la civitas du peuple des Tungri, aujourd'hui Tongres, en passant par Orolaunum, aujourd'hui Arlon.

## Topographie
Partant de Metz (Grand Est - France actuelle) au bord de la Moselle, cette voie romaine d'environ 220 km traverse successivement du sud au nord la Lorraine, l'Ardenne, la Famenne, le Condroz puis franchit la Meuse pour rejoindre la Hesbaye et Tongres (Province de Limbourg - Belgique actuelle).
La voie antique possède de nombreux secteurs bien conservés et faisant encore souvent fonction de voie de communication parfois sous forme de chemin de terre ou de voirie empierrée. Parfois, la voie romaine est recouverte d'asphalte. Plusieurs tumuli ont été dressés à proximité de la chaussée romaine comme à Ramelot, Yernawe, Noville et à Herstappe.

## Itinéraire

### France actuelle
Le tracé de la chaussée Metz-Tongres est commun avec celui de la chaussée Metz-Trèves jusqu'aux alentours de Thionville. Elle quitte la ville de Metz (Divodurum Mediomatricorum) par le quartier de Pontiffroy et franchit la Moselle. À partir de Woippy, la voie romaine prend une direction plein nord, traverse Maizières-lès-Metz et Amnéville. Séparée de la chaussée Metz-Trèves, la voie prend une orientation nord-ouest, traverse Terville puis quitte le territoire français à Audun-le-Tiche.

### Luxembourg actuel
La chaussée atteint le Grand-Duché de Luxembourg à Oberkorn, localité de la commune de Differdange, passe à Rodange puis à Pétange, au pied de la colline du Titelberg, siège d’un oppidum.

### Belgique actuelle

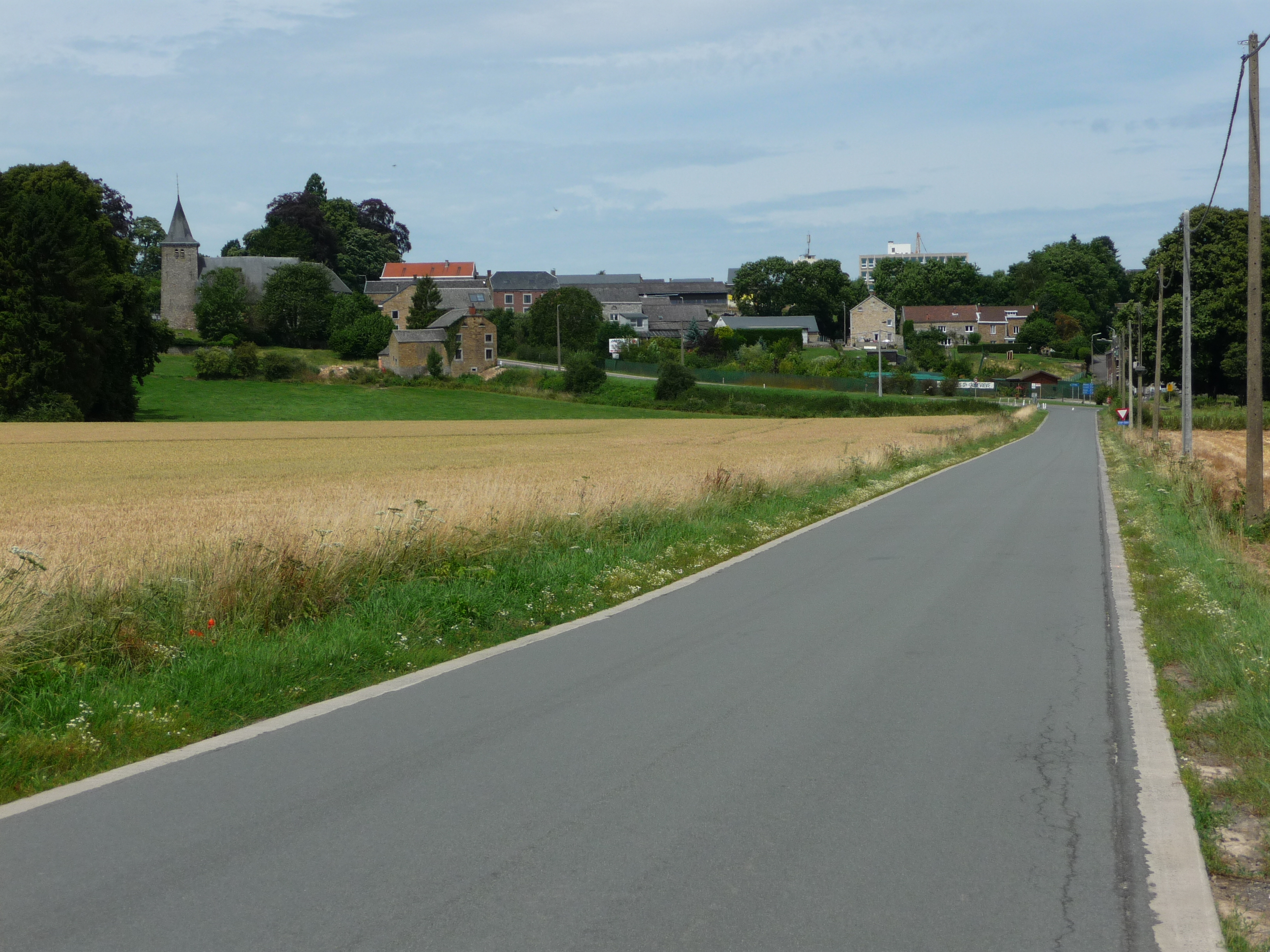
Rue Saint-Roch à Strée

La chaussée pénètre sur le territoire de la Belgique actuelle à Athus, passe à l'est de Messancy, traverse le centre de Hondelange (rue des Blés d'Or), Weyler (rue du Général Beaulieu) et entre dans Arlon (Orolaunum) par le sud où elle croise la chaussée romaine Reims-Trèves, longe les remparts ouest de la ville puis poursuit vers Metzert (Alenuewenerwee puis chaussée romaine) et Schadeck.
À Post, elle traverse le Dreibach à gué. Elle rejoint ensuite Schockville, Rodenhoff puis pénètre en Ardenne en traversant la forêt d'Anlier. Elle franchit la Sûre à gué à Wisembach, passe à l'ouest de Warnach où elle longe tracé actuel de la N4 puis s'en écarte, passe à l'ouest du village de Hollange, croise la chaussée romaine Bavay-Trèves et suit la vallée de la Strange. La voie passe ensuite par Salvacourt, Assenois, Senonchamps (chaussée romaine), Mande-Saint-Étienne (Fond de la Val), Flamisoul, Givroulle (rue Vieille Chaussée). Elle franchit par pont ou gué l'Ourthe occidentale à Wyompont après la rue de Stoquet puis continue par la rue de Genonval vers Tresfontaine, Beaulieu et Beausaint (rue du Mont).
Entre Beausaint et Chardeneux, le tracé peu visible sur une vingtaine de kilomètres est plus hypothétique à travers les confins de l'Ardenne et pour la traversée de la Famenne. Le trajet le plus crédible et le plus direct descendrait vers la rive gauche de l'Ourthe à Vecpré puis longerait la rivière par Jupille-sur-Ourthe, Rendeux, Hampteau et Hotton où l'Ourthe serait franchie. L'itinéraire présumé passerait par Melreux et Plain de Holset, à la limite de Monteuville, franchirait de nouveau l'Ourthe sous Petite-Eneille, atteindrait Chêne-à-Han (hameau à l'ouest de Grandhan) pour ensuite monter vers le tige de Chardeneux près de la ferme des Marlous.
À Chardeneux, premier village du Condroz, la chaussée emprunte la rue Marcel Nassogne et la rue Vieille Chaussée, se dirige vers Clavier en traversant la campagne à l'ouest de Vervoz, passe au niveau du carrefour des N63 et N641, traverse les villages de Terwagne (chaussée romaine), Ramelot (Bois de Forkechamps, chaussée romaine), Strée (rue Saint-Roch, rue Elmer), Les Gottes, Rausa, Outrelouxhe (rue la Pâche) avant d'entamer la descente vers la Meuse à travers le Bois Saint-Lambert et rejoindre Ombret à partir de la rue les Croupets.
L'antique voie romaine traverse la Meuse à Ombret (à proximité du pont actuel) puis tourne à droite et suit la rive gauche du fleuve par le quai du Halage jusqu'à Flône où elle grimpe le versant nord du fleuve par la Chaussée romaine pour rejoindre le plateau hesbignon et les localités de Jehay (chaussée romaine), Yernawe et Saint-Georges-sur-Meuse (chaussée Verte), Fexhe-le-Haut-Clocher (chaussée Verte),  Crisnée (chaussée Verte) et Herstappe (Hoeise Kassei). Après avoir franchi le Geer (pont ou gué), la chaussée traverse Koninksem (Hoeise Kassei) pour enfin rejoindre Tongres (Atuatuca Tungrorum) par l'ouest.

## Sources et liens externes
- Site de lampspw.wallonie.be/Vestiges2017-Metz-Tongres